# Arašídová vlákna
Arašídová vlákna jsou chemické výrobky ze semen podzemnice olejné (arašídových oříšků).

## Výroba
Arašídové oříšky sestávají asi z 25 % z proteinu, který se rozpouští v močovině nebo ve zředěném hydroxidu sodném a zpracovává mokrým zvlákňováním na textilní materiál.

## Vlastnosti vláken
Hustota 1,3 g/cm³, pevnost 3-9 cN/tex (z toho za mokra jen 25-30 %), tažnost 40-60 %. Vlákno mělo velmi nízkou pevnost, proto se z něj vyráběly příze zpravidla ve směsi s vlnou, bavlnou nebo viskózou.

## Historie
V roce 1937 bylo ve Skotsku vyvinuto z arašídového proteinu umělé vlákno Ardil™, asi ve stejné době bylo vyrobeno v USA podobné vlákno Sarelon™ a ve Velké Britanii Fibrolane™. Během 2. světové války se používala arašídová vlákna jako náhrada za ovčí vlnu, která byla v některých částech světa sotva k dostání, proto se v té době jejich výroba rychle rozšířila. S poklesem ceny vlny na normální míru se však rentabilita výroby arašídových vláken snížila natolik, že v roce 1957 musela být zcela zastavena.